# Ethan Warren
Ethan Warren (* 2. Oktober 1991 in Brisbane) ist ein australischer Wasserspringer. Er startet sowohl im Kunstspringen vom 1-m- und 3-m-Brett als auch im 10-m-Turmspringen sowie im 3-m- und 10-m-Synchronspringen. Er trainiert am Brisbane Aquatic Centre.
Warren nahm an den Commonwealth Games 2010 in Delhi teil. Er gewann mit Matthew Mitcham in beiden Synchronwettbewerben die Silbermedaille. Im Rahmen des FINA-Diving-Grand Prix konnte er bislang zwei Podestplätze erreichen, einen Sieg 2010 vom 3-m-Brett und ein zweiter Platz mit Grant Nel im 3-m-Synchronspringen.
2010 wurde Warren mit James Connor im 10-m-Synchronspringen erstmals Australischer Meister.